# Opicinus de Canistris

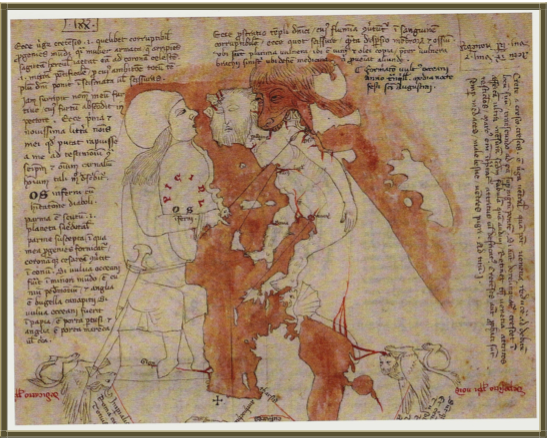
Opicinus de Canistris: Anthropomorphe Mittelmeerkarte, 1335–1352, Biblioteca Apostolica Vatican, Vat. Lat. 6435fol 79v

Opicinus de Canistris (alter Notname: Anonymous Ticinensis; * 24. Dezember 1296 in Lomello bei Pavia; † um 1353 in Avignon) war Kleriker, Historiker, Buchmaler, Kartograph und Schulmeister. Er wirkte hauptsächlich als Skriptor (Schreiber/Sekretär) im Büro der Apostolischen Pönitentiarie am Heiligen Stuhl in Avignon.
Besondere Beachtung finden seit ihrer Entdeckung im 20. Jahrhundert zwei eigenhändige Manuskripte, die Opicinus nach einer schweren Erkrankung anfertigte, durch die seine Hand teilweise gelähmt blieb, die ihm aber, wie er berichtet, mystische Erleuchtung bescherte. Ungewöhnlich ist, dass in diesen Manuskripten – in einer Epoche, aus der nur wenige Autobiographien überliefert sind – gleich zwei eigene Lebensbeschreibungen von Opicinus erhalten sind. Zudem überrascht die einzigartige Rätselhaftigkeit der Texte, Bilder sowie der kartographischen und kosmologischen Diagramme dieser beiden Manuskripte. Opicinus suchte in ihnen Verbindungen zwischen Vision, Vernunft und Spiritualität, um Werkzeuge für die spirituelle Erkenntnis zu liefern und das „innere Auge“ der Vernunft zu schulen.

## Entdeckung
1927 wurde Opicinus als Verfasser des Liber de laudibus civitatis Ticinensis (lateinisch Buch vom Lob der Stadt Pavia) von 1329 identifiziert, der von Lodovicus Antonius Muratorius 1727 mit dem Notnamen Anonimo Ticinese versehen worden war. Breite Aufmerksamkeit genießt Opicinus aber vor allem wegen der beiden Autobiographien, die nach jahrhundertelanger Vernachlässigung 1913 und kurz vor 1938 wiederentdeckt wurden und seither sowohl als Beispiele psychopathologischer Kunst gewürdigt wie auch in Ideen-, Religions-, Medizin-, Kultur-, Literatur-, Kartographie- und Kunstgeschichte interdisziplinär erforscht werden.

## Biographie
Ungewöhnlich ausführlich geben neben den üblichen historischen Quellen insbesondere die beiden von ihm verfassten Autobiographien (Vatikanische Apostolische Bibliothek, Vaticanus latinus 6435 und Palatinus latinus 1993) Auskunft über das Leben des Opicinus, so dass sich sein Lebenslauf detailreich zeichnen lässt.

### Oberitalien (1296–1329)

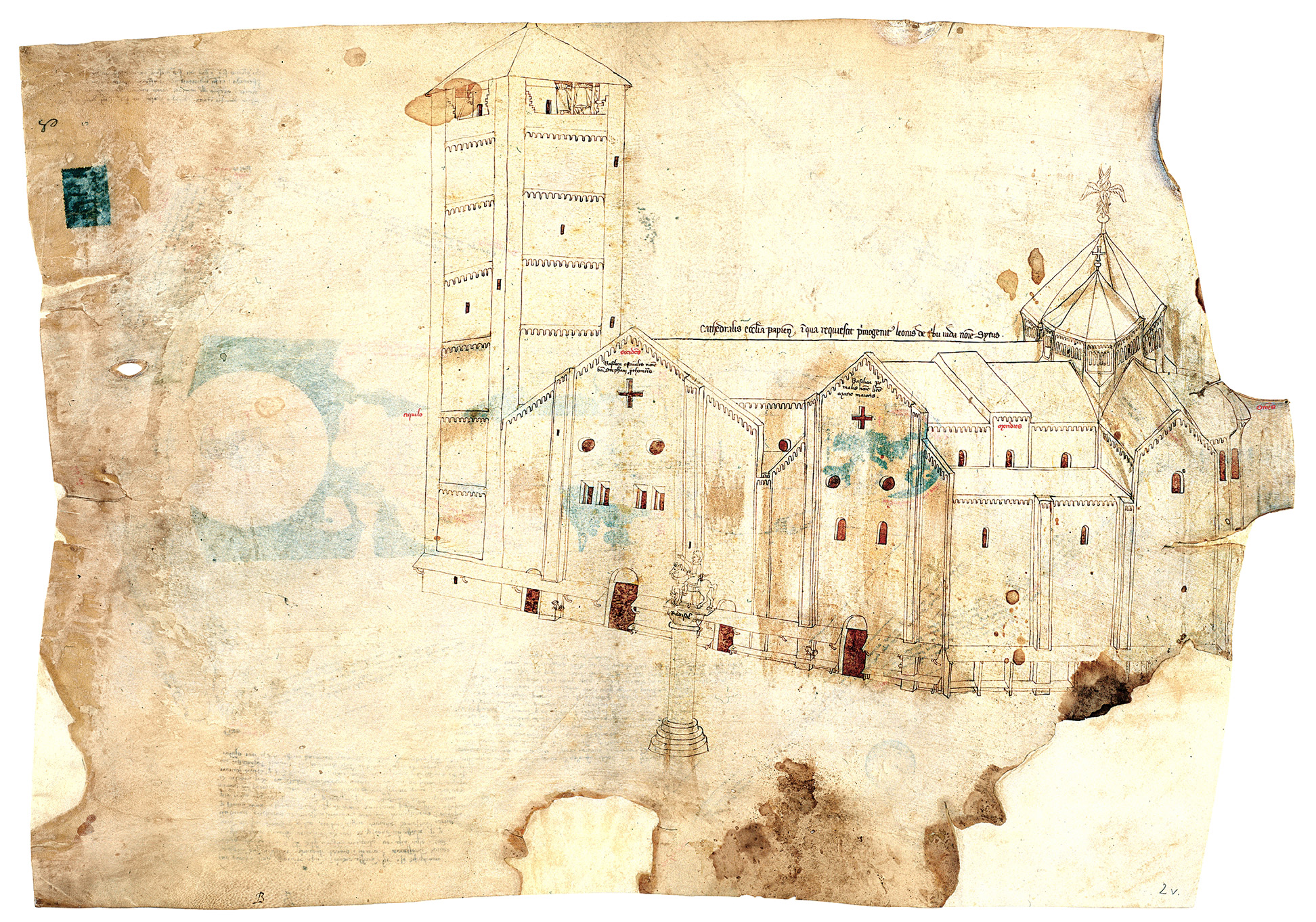
Opicinus de Canistris: Die Kathedrale von Pavia, 1335–1350, Pergament, Biblioteca Apostolica Vatican, Pal. Lat. 1993

Opicinus wurde am 24. Dezember 1296 in Lomello, einer Stadt nahe Pavia, in eine aus Pavia stammende und dort hoch angesehene bürgerliche oder dem niederen Adel angehörende Familie von Kaufleuten und Notaren hineingeboren, deren Mitglieder als Parteigänger der Guelfen in den nicht endenden Auseinandersetzungen mit den Ghibellinen immer wieder gezwungen waren, Pavia zu verlassen und in Biella, Bassignana oder Lomello Zuflucht zu suchen. Pavia aber sah Opicinus zeitlebens als seine Heimatstadt an und erinnerte sich auch später im Exil immer mit großer Hingabe und Zuneigung an diese Stadt. Nach eigener Darstellung wurde Opicinus am 1. Juni 1297 getauft. Aus seiner Kindheit berichtet er unter anderem lebhaft von einem Unfall, dem Besuch eines Puppentheaters, dem Anblick einer Gruppe französischer Pilger, die 1300 von der Reise nach Rom zurückkehrten. Im Alter von sechs Jahren schickte man ihn zur Schule, die er, wie er berichtet, nur mit großer Mühe bewältigte. Im Alter von 10 Jahren wurde Opicinus für eine kirchliche Laufbahn bestimmt. Hierzu studierte er die Artes liberales (die sieben freien Künste), Theologie und Kirchenrecht und erwarb eine eklektische enzyklopädische Bildung. Besonders Grammatik, Logik und Musik langweilten ihn, während er gerne zeichnete. Später interessierten ihn Sprachen, er las französische und italienische Werke und übersetzte aus dem Lateinischen ins Volgare. Auch medizinische Vorlesungen weckten sein Interesse. Wegen der fortschreitenden Verarmung seiner Familie musste er das Studium aber immer wieder unterbrechen, um durch verschiedene Tätigkeiten – etwa als Gehilfe eines Zöllners, als Nachtwächter und als Hauslehrer – den Lebensunterhalt zu verdienen und seine Familie zu unterstützen.
Die Einnahme Pavias durch die Ghibellinen unter Führung Matteo Viscontis am 8. Oktober 1315 zwang die Familienmitglieder des Opicinus als Anhänger der Guelfen zwischen 1316 und 1318 ins Exil nach Genua, wo Opicinus zunächst wieder als Hauslehrer arbeite, dann die Buchmalerei erlernte und als Buchmaler seinen Lebensunterhalt verdiente. Hierdurch konnte er insbesondere viele theologische Bücher mit ihren alten Illustrationen eingehend studieren.
1317 starben kurz nacheinander ein Bruder und der Vater des Opicinus. 1318 konnten er mit der Familie nach Pavia zurückkehren, wo er weiterhin als Buchmaler arbeitete. Am 2. und 3. März 1319 empfing er in Bologna die niederen Weihen. Es folgten das Subdiakonat und Diakonat. Obwohl er seine Priesterweihe noch nicht empfangen hatte, erhielt er am 8. Oktober 1318 am Dom zu Pavia als clericus simplex (einfacher Geistlicher) eine Stelle als Kaplan. Mit finanzieller Unterstützung der Domherren begann er mit dem Studium des Kirchenrechts, was ihm allerdings wenig zusagte. Daneben verfasste er 1319 seine erste religiöse Abhandlung, ein Liber metricus de parabolis Christi (lateinisch Metrisches Buch über die Gleichnisse Christi) und einen Tractatus de decalogo mandatorum (lateinisch Abhandlung über die Zehn Gebote), die beide nicht erhalten sind. Am 27. Februar 1320 wurde Opicinus in Parma zum Priester geweiht. Am 30. März 1320 feierte er seine erste Messe. Im Oktober 1323 erhielt er die kleine Pfarrei Santa Maria Capella in Pavia als kaum auskömmliche Kirchenpfründe. Neben seiner konfliktreichen Arbeit als Pfarrer verfasste er einige theologische Abhandlungen gegen Bezahlung, von denen er nur den Titel des 1324 fertiggestellten Libellus dominice passionis secundum concordantiam quattuor evangelistarum nennt, der ebenfalls nicht erhalten ist.
Über die Zeit zwischen 1325 und 1328 enthält die Autobiographie des Opicinus kaum Hinweise. Andere Quelle aber zeigen, dass Opicinus durch den neuen Bischof von Pavia, Giovanni Fulgosi, im Rahmen umfassenderer Bemühungen zur Reorganisation des örtlichen Klerus vor der Römischen Rota wegen eines Verstoßes gegen das Verbot der Simonie verklagt wurde und Anfang 1328 exkommuniziert wurde. So vage Opicinus hierzu in seinen Autobiographien blieb, so deutlich beschrieb er die tiefgehende Wirkung: „Ich wurde aus dem Buch der Christen gelöscht […] und ich wurde in das Buch der heidnischen Geschöpfe eingeschrieben, das das Buch der Hölle und des Todes ist.“
Opicinus musste erneut aus Pavia fliehen, zog im Juli 1328 ins nahe gelegene Piemont nach Tortona und Alessandria, bevor er im Sommer 1329 in Valenza Zuflucht fand. In der persönlich prekären Situation erkrankte er und lebte zeitweise in Armut bei Spiritualen. Während eines Aufenthalts in Valenza verfasste Opicinus weitere theologische Abhandlungen Libellus de paupertate Christi (lateinisch Büchlein über die Armut Christi); Libellus metricus de virtutibus Christi (lateinisch Metrisches Büchlein über die Tugenden Christi); Lamentationes virginis Marie (lateinisch Wehklagen der Jungfrau Maria), die nicht überliefert sind.

### Avignon (1329 – um 1353)

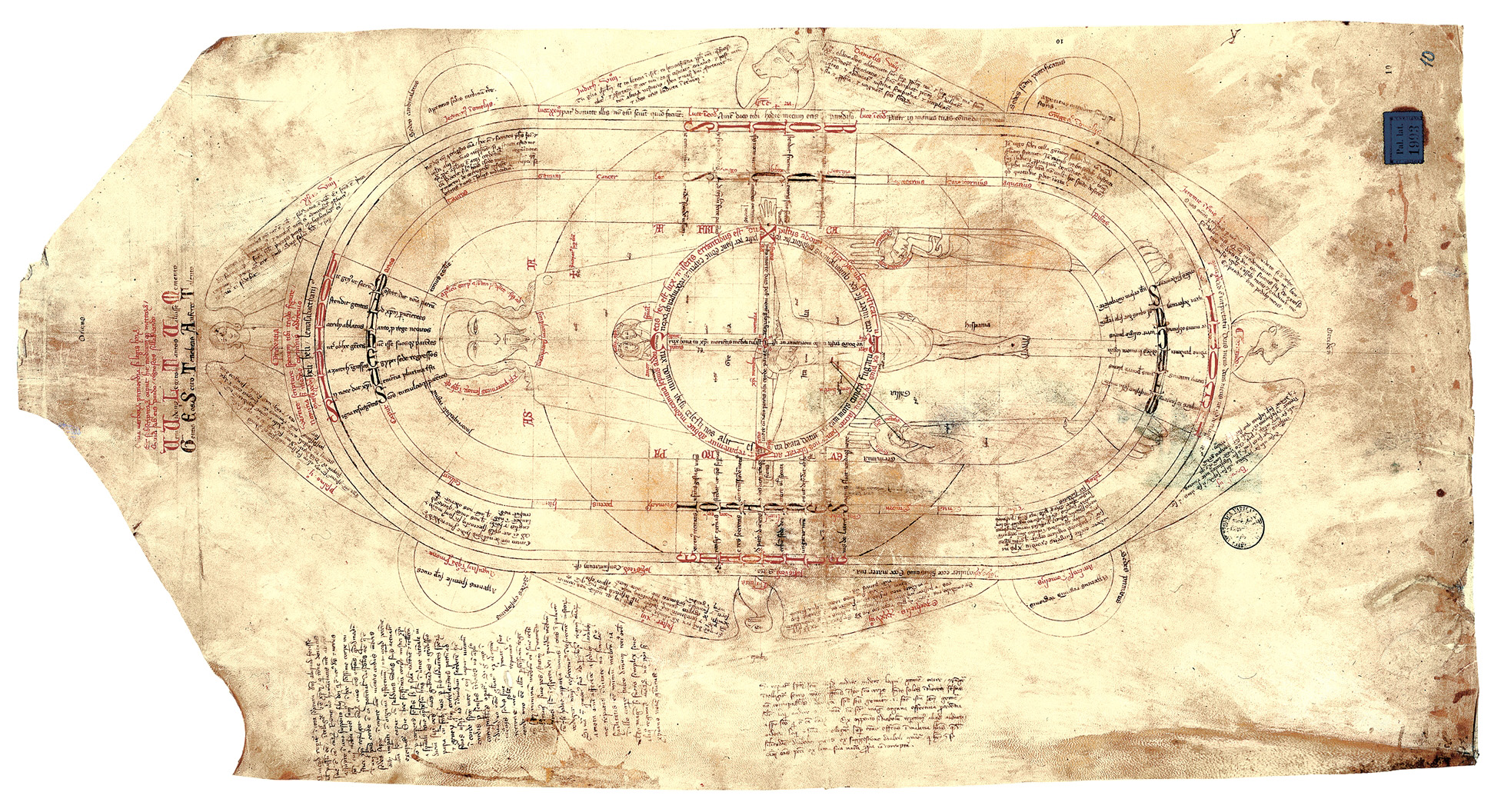
Opicinus de Canistris: Diagramm mit der Kreuzigung Christi, 1335–1350, Pergament, Biblioteca Apostolica Vaticana, Pal. Lat. 1993

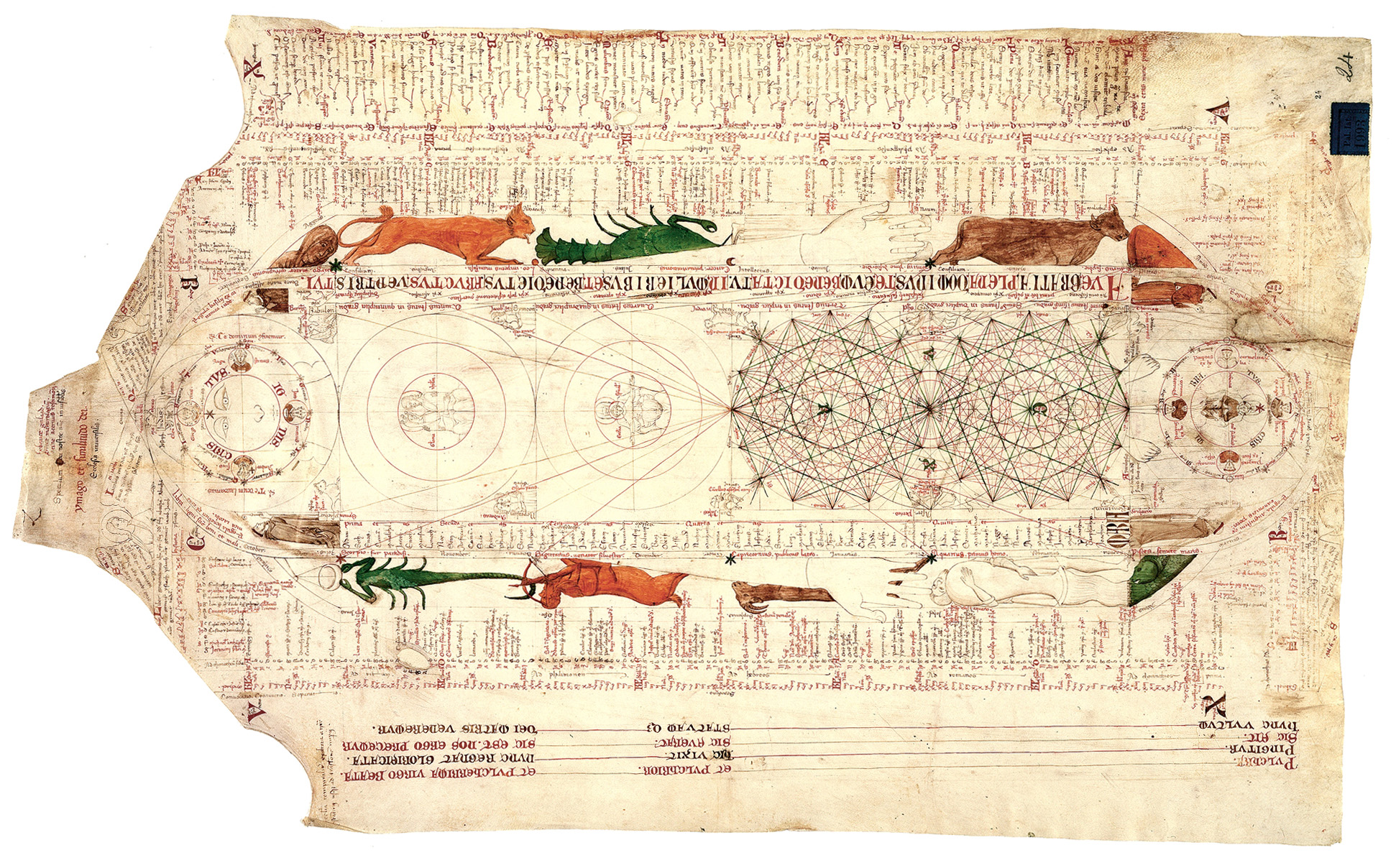
Opicinus de Canistris: Diagramm mit Zodiac-Symbolen, 1335–1350

In der Hoffnung auf eine auskömmliche Kirchenpfründe reiste Opicinus im Frühjahr 1329 wie so viele Kleriker nach Avignon zum damaligen Sitz des Heiligen Stuhles, wo er im April eintraf. Einen Monat lang konnte er sich dort mit einem Buchillustrationsauftrag finanzieren, dann musste er betteln und sich von der Pignotte, der päpstlichen Armenfürsorge, betreuen lassen. In der Erwartung einer besseren Anerkennung am päpstlichen Hof begann er in dieser Zeit die Arbeit an seinem Tractatus de preeminentia spiritualis imperii [lateinisch Über die Vorherrschaft des spirituellen Reiches], der die Oberhoheit des Papsttums über das Reich gegen Marsilius von Padua verteidigte, der damals ein enger Berater des gewählten Kaisers Ludwig IV. war, dessen Unterstützer, die Ghibellinen, 1327 erneut die Kontrolle über Pavia übernommen hatten. Noch während Opicinus an dieser Abhandlung arbeitete, wurde er am 3. Juni 1329 zum Kanoniker an der Kirche von San Ivenzio in Pavia ernannt und kehrte kurz nach Valenza zurück, um die Arbeit an dieser Schrift abzuschließen. Ende September 1329 ging er dann endgültig nach Avignon. Am 10. Oktober 1329 gewährte ihm Papst Johannes XXII. eine Audienz, erteilte Opicinus die Erlaubnis, ihm das Traktat zu widmen, und stellte ein Kanonikat in der Kathedrale von Pavia in Aussicht.
Um 1330 litt Opicinus an immer stärkeren geistlichen Qualen. Monatelang suchte er im Bußsakrament Absolution von seinen Sünden, blieb aber auch danach von Gewissenskonflikten und schrecklichen Visionen und Träumen verfolgt. Am 19. September 1330 vollendete Opicinus einen Libellus de descriptione Papie (Büchlein mit einer Beschreibung Pavias), der ihn unter dem Titel Liber de laudibus civitatis Ticinensis (Buch vom Lobpreis der Stadt Pavia) bekannt machte. Nicht erhalten sind aus dieser Zeil die Schriften Tractatus dominice orationis (Abhandlung über das Vaterunser) und Breve confessionale de peccatis meis (Kurzer Beichtkatalog meiner Sünden). Im Herbst 1330 konnte der Jurist Jean de Cabassole als Protektor des Opicinus dessen Tractatus de preeminentia spiritualis imperii dem Papst als Liber de preeminentia spiritualis imperii vorlegen. Nach langer Armut erhielt Opicinus am 4. Dezember 1330 endlich eine Anstellung als Skriptor an der Apostolischen Pönitentiarie.
Im Dezember 1331 aber griff man die 1328 vom Bischof von Pavia gegen Opicinus wegen Simonie geführte Klage am päpstlichen Hof in Avignon wieder auf und begann einen neuen Prozess. Trotz aller Bitten wurde Opicinus nicht vom Papst empfangen. Erst nach sechs langen Jahren erklärte die Rota Opicinus am 24. Januar 1337 für unschuldig und gewährte ihm Schadenersatz. Unter dem Druck der bis dahin drohenden Verurteilung wegen Simonie verschlechterte sich der Gesundheitszustand des Opicinus dramatisch. Geschwächt von der Fastenzeit 1334, erkrankte er in der Osterwoche 1334 schwer (s. u.). Nach einigen Wochen erholte er sich zwar wieder, es blieben aber Sprachstörungen, Gedächtnisverlust und eine Lähmung der rechten Hand zurück. Am 15. August 1334 erlebte er dann eine Erscheinung der Jungfrau Maria. Die Ereignisse dieses Jahres fasste Opicinus so auf, dass er „im Jahr des Herrn 1334 geboren“ wurde.
Seine Arbeit als Skriptor nahm Opicinus in reduziertem Umfang wieder auf. Ab 1336 bis zu seinem Tod arbeitete er für den privaten Gebrauch an zwei Manuskripten, einem aus Pergament und einem aus Papier. Noch 1348 stand Opicinus im Dienst von Papst Clemens VI. und blieb bis zu seinem Tod 1351 oder 1352 in der päpstlichen Kanzlei.

## Krankheit und Visionen
Wie Opicinus selbst beschreibt, lag er in seiner schweren Erkrankung vom 31. März 1334 an fast zwei Wochen im Koma. Als er wieder zu sich kam, stellte er fest, dass ein Großteil seines Gedächtnisses verloren gegangen war, dass er nicht sprechen konnte und dass seine rechte Hand funktionsunfähig war:
„Am 31. März 1334 wurde ich krank. Ich empfing die Sakramente und war im gesamten ersten Drittel des Aprils dem Tode nah. Als ich zu mir kam, merkte ich, dass meine Gliedmaßen nicht mehr funktionierten... Ich hatte alles vergessen und konnte mich nicht einmal mehr daran erinnern, wie die Welt außerhalb unseres Schlafsaals aussah... Infolge der Krankheit war ich stumm, meine rechte Hand war gelähmt, und ich hatte auf wundersame Weise einen großen Teil meines Sprachgedächtnisses verloren.“
Gedächtnis, Sprache und eine gewisse Funktion der Hand erlangte Opicinus wieder. Er schrieb diese Heilung einer Vision zu, die er am 15. August 1324 (dem Fest Mariä Himmelfahrt) hatte.
„In der Nacht zum 15. August sah ich im Traum die Jungfrau Maria mit dem Kind auf dem Schoß […] und durch ihre Verdienste hat sie mir nicht die Wissenschaft, sondern einen doppelten Geist zurückgegeben. Seit dem 1. Februar 1335 begann ich, mich wegen der Schwäche meiner Hand nach und nach von der Arbeit in unserer Schreibstube zurückzuziehen.“
Opicinus glaubte, dass seine Krankheit das Ergebnis verborgener Sünden sei, die seinen Körper befallen hätten. Seine Genesung verstand er  als geistiges Geschenk der Jungfrau Maria, das es ihm erlaubte, spirituelle Wahrheiten zu offenbaren.
„Bei der geistigen Arbeit aber erwies sich diese Hand als stärker denn zuvor: seither hat sie alle diese Bilder ohne jede menschliche Hilfe gezeichnet. Gegenwärtig ist mein verlorenes Sprachgedächtnis durch geistiges Wissen zweifach ersetzt; meine rechte Hand ist schwach in weltlicher Arbeit, aber stark in spirituellen Bemühungen.“
Opicinus’ Krankheit wird oft als psychosomatisch und insbesondere als Produkt einer Schizophrenie interpretiert, wobei zusätzlich zu möglichen psychotischen Episoden auch ein Schlaganfall angenommen werden kann.
Bei den „Bildern“, die Opicinus in seiner Autobiographie anspricht, handelt es sich um eine Reihe von komplexen Landkarten und Diagrammen der Manuskripte Vaticanus 6435 und Palatinus 1993. Opicinus sah diese Zeichnungen als Mittel zur Darstellung geistiger Realitäten, die er als Grundlage der physischen Welt ansah.

## Werke

### Werke vor 1334
Vor seiner Erkranklung verfasste Opicinus nur Abhandlungen ohne Zeichnungen, die Freunden des Autors bekannt waren. Nur der Tractatus de preeminentia spiritualis imperii (Der Vorrang der geistlichen Macht) und der Libellus de descriptione Papie (Lobrede auf Pavia) sind in Abschriften erhalten. Ihr Inhalt ist eher konventionell.
- 1319: Liber metricus de parabolis Christi (nicht erhalten)
- 1320: De decalogo mandatorum (nicht erhalten)
- 1322: weitere Religiöse Traktate (nicht erhalten)
- 1324: Libellus dominice Passionis secundum concordantiam IIII evangelistarum (nicht erhalten)
- 1329: De paupertate Christi (nicht erhalten)
- 1329: De virtutibus Christi (nicht erhalten)
- 1329: Lamentationes virginis Marie (nicht erhalten)
- 1329: Tractatus de preeminentia spiritualis imperii (überreicht als Liber de preeminentia spiritualis imperii)[16]
- 1330: Libellus de descriptione Papie (1727 veröffentlicht als Liber de laudibus civitatis Ticinensis)[1][2]
- 1330: Tractatus dominice orationis (nicht erhalten)
- 1330: Libellus confessionis (nicht erhalten)
- 1330: De laudibus Papie (nicht erhalten)
- 1331: Tabula ecclesiastice hierarchie[8]
- 1332: De septiloquio virginis Marie[8]
- 1333: De promotionibus virginis Marie[8]

### Werke nach 1334

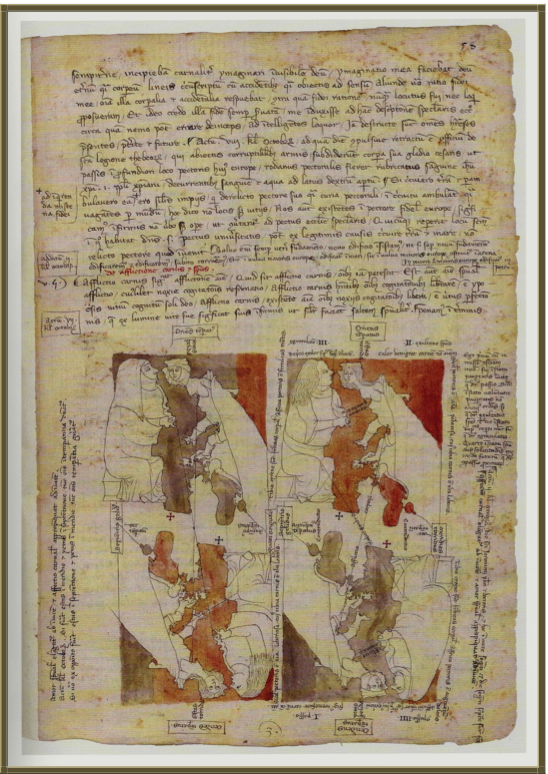
Opicinus de Canistris: Vier anthropomorphe Landkarten Europas und Nordafrikas, 1335–1352, Papier, Biblioteca Apostolica Vatican, Vat. Lat. 6435, folio 58r

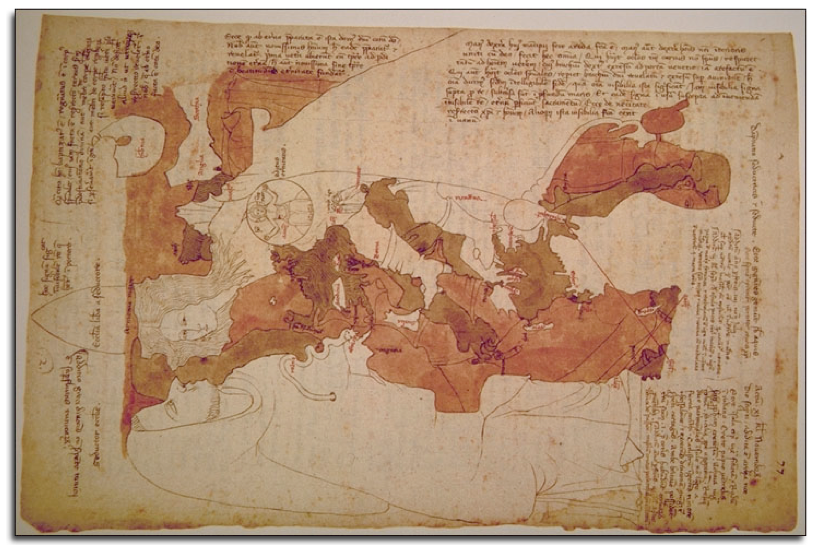
Opicinus de Canistris: Anthropomorphe Mittelmeerkarte, 1335–1352

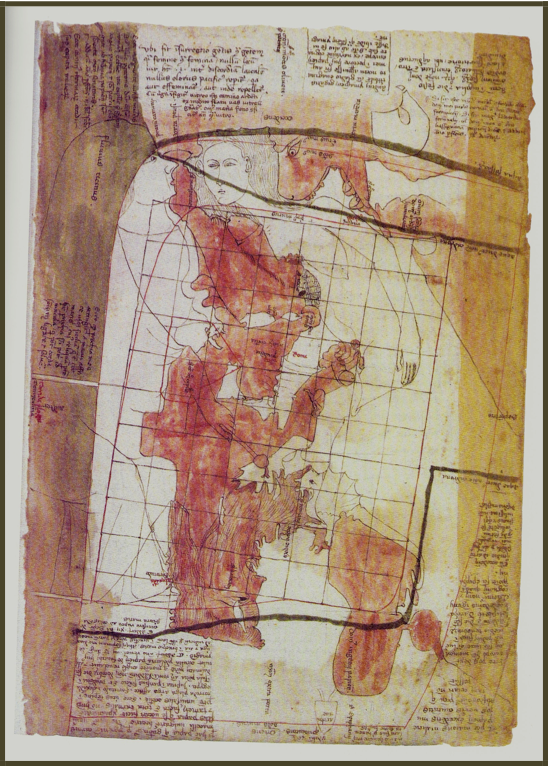
Opicinus de Canistris: Anthropomorphe Mittelmeerkarte, 1335–1352, Biblioteca Apostolica Vaticana, Vat. lat. 6435, fol. 84v

Opicinus ist vor allem für die beiden illuminierten Manuskripte bekannt, die er ab 1336 nach seiner Krankheit und geistigen Krise des Jahres 1334 anfertigte und die beide ohne Titel sind: Rom, Vatikan, Bib. Apostolica (BAV), Vat. lat. 6435 und Pal. lat. 1993. Beide Manuskripte enthalten eine Vielzahl autobiografischer Zeichnungen und Schriften, die Leben und Krankheit des Verfassers dokumentieren und in einen kosmographischen und mystischen Assoziationskontext stellen. Opicinus erfand dazu ein einzigartiges System der visuellen Exegese, das verschiedene Arten von spätmittelalterlichen Diagrammen, Portolankarten und Mappa mundi kombinierte, um Herz und Verstand von der sichtbaren, materiellen Welt zu Einsicht in eine höhere, geistige Welt zu führen.
Wegen ihrer Rätselhaftigkeit und ihrer Verbindung zu der Krankheitsgeschichte des Opicinus hat man die Manuskripte zunächst als Dokumente psychopathologischer Kunst untersucht. Darüber hinaus öffnet die Befassung mit diesen Werken wichtige Einblicke in die Geschichte von Städtelob, Kosmologie, Kartographie, Körperlichkeit, Autobiographik, Mystik, Bildtheologie sowie politischer und Sozialgeschichte. Neue Erkenntnisse sind auch zu erwarten, wenn man der Herkunft der zahllosen Bildmotive aus der mittelalterlichen Maltradition und ihrer Bedeutung nachgeht, die Opicinus aufruft. Opicinus erweist sich dann als aufgewühlter, aber brillanter Denker, der die eskalierende Komplexität und den Materialismus seiner Zeit mit seinen biographischen Verfolgungs- und Verelendungserfahrungen und seinem spirituellen Erleben in ein stabilisierende System symbolischer Entsprechungen zu bringen versucht.

#### Das ManuskriptVaticanus latinus6435
Das Manuskript, das erst am Vorabend des Zweiten Weltkriegs von Richard Georg Salomon identifiziert wurde, ist u. a in einer französischsprachigen Übersetzung der Mediävistin Muriel Laharie zugänglich, die das Werk zuvor bereits u. a. gemeinsam mit dem Psychiater Guy Roux untersucht hatte.
Bei dem Manuskript handelt es sich um einen Papierkodex mit 87 Blättern, von denen die erste Hälfte ausschließlich geschriebenen Text und die zweite Hälfte Text und mit Feder und Tinte gezeichnete farbige Zeichnungen zeigen. Es handelt sich dabei um ein Tagebuch des Autors, das Gedanken, Meditationen und Bilder zu einer Vielzahl von Themen sammelt, kombiniert mit schematischen Kompositionen, in denen Portolankarten, Tierkreiszeichen, Kalender und menschliche Figuren zu komplexen Kompositbildern mit anthroporphisierten Landkarten kombiniert sind.
Opicinus verfasste das Manuskript zwischen Juni und November 1337 und ab 1338 Ergänzungen ein (die letzte im Dezember 1352), um die schriftlichen Einträge und Diagramme zu kommentieren. Wohl um das Nachschlagen in seinem Buch zu erleichtern, fügte er auch Rubriken für die Einträge und Indexsymbole in Verbindung mit den Zeichnungen hinzu. Dabei folgte er dem Muster eines Urkundenregister im Format eines Notariatskartulars. Der Kodex ähnelt einem chronologisch geordneten Tagebuch.
Der schwer zu entziffernde polymorphe Inhalt des Manuskripts zeugt von der enzyklopädischen Bildung seines Autors. Die anthropomorphisierten Landkarten des Mittelmeers gehen von den üblichen Formaten von Portolankarten aus, die er in Genua kennengelernt haben muss. Aus der Küstenlinie Spaniens und Italiens dort formt er Kopf und Bein einer menschlichen Gestalt –  meist als die eines Mannes, manchmal aber auch als die einer Frau – der gegenüber die Kontur der nordafrikanischen Küste eine im Profil mit ihr streitende Figur bildet. Das Mittelmeer wird oft zum „diabolicum mare“ (lateinisch teuflischen Meer), das die Gestalt eines Teufels annimmt, während das „mare Britannicum“ zwischen Britannien und Spanien, als aggressive Maske oder als die Bretagne zerfleischender Löwe erscheint.
Opicinus nutzte sein gesamtes Wissen, um eine kosmische Identität zu entwerfen, die in vielerlei Gestalten auftritt: Er ist Gott, die Sonne, der Papst, Europa, Avignon usw. Die farbigen anthropomorphen Karten des Mittelmeerraums, die präzise gezeichnet und eigentümlich angeordnet sind, illustrieren „gute“ und „böse“ Charaktere und Tiere, auf die Opicinus sich selbst und seine Feinde projiziert. Die Verwendung von Symbolen, eine Vorliebe für die Verfremdung und Manipulation von Worten, Zahlen und Raumangaben sowie die Vorliebe für das Obszöne und Skatologische, die im gesamten Manuskript allgegenwärtig sind, stehen in engem Zusammenhang mit ähnlichen Themen, die in der mittelalterlichen Kultur weit verbreitet sind. Gelegentlich sexualisiert Opicinus die Geografie auch, stellt Venedig als weibliche Genitalien dar oder lässt Pavia mit einer Miniaturausgabe des Bildes der beiden großen Kontinente kopulieren.

#### Das ManuskriptPalatinus latinus1993
Das Manuskript, das 1913 erstmals identifiziert wurde, war 1936 Gegenstand einer Studie Richard Georg Salomons, die auch eine Teilausgabe des Dokuments und Kommentare enthält.
Es ist umstritten, ob Vaticanus 6435 oder Palatinus 1993 früher entstanden ist. Nur zwei Diagramme des Palatinus sind datiert oder stehen in Verbindung mit dem kirchlichen Jubeljahr (lateinisch annus iubilaeus) 1350. Andere Indizien deuten darauf hin, dass die meisten anderen Zeichnungen des Palatinus bereits 1335 oder 1336, also noch vor dem Vaticanus, entstanden sein müssen.
Palatinus 1993 enthält auf 27 beidseitig bebilderten Blättern aus eher grobem Pergament 52 große, mit Feder und Tinte gezeichnete, farbige Zeichnungen, meist mit mystischen Diagrammen, die mit Notizen versehen sind. Das Pergament wird dabei oft beidseitig verwendet.
Die von Opicinus verwendeten figurativen Modelle entsprechen durchaus dem Repertoire der damaligen Buchmalerei – etwa die Frontalfiguren der Madonna und des gekreuzigten Christus – entlehnt aber auch Motive wie ein in den Kreis eingeschlossenes Gesicht arabischen Darstellungen von Sonne und Mond. Die meisten Zeichnungen zeigen schematisierte menschliche Figuren, die in geometrische Gefüge aus im Format axialsymmetrisch angeordneten Kreisen und Ellipsen eingeschrieben sind und eine tiefe Vertrautheit mit damaligen kosmologischen Entwürfen, astrologischen Diagrammen, medizinischen Bildern (z. B. dem Zodiak in Menschengestalt) und Kalendern sowie mit der Tradition der diagrammatischen Exegese und der Bibel belegen. Anders als üblich nutzte Opicionus die Diagramme allerdings nicht zur Begriffsklärung, sondern zur experimentellen Erprobung von Konstellationen, die sich auf politische Zusammenhänge wie die Rolle des Papsttums, die Beziehungen der Kirche zur Außenwelt oder auf persönliche beziehen, wie etwa in einem kreisförmigen Kalender der eigenen Lebensjahre. Den meisten Diagrammen liegen unsichtbare Karten des Mittelmeers zugrunde, in denen oft allerdings einige Orte deutlich gemacht sind. In vielen Zeichnungen sind die Mittelmeerkarten anthropomorphisierend so umgeformt, dass Europa, das meist als Mann dargestellt ist, Nordafrika, das meist als Frau erscheint, die dem Mann frech ins Ohr flüstert, einander im Streit gegenübergestellt erscheint.